# Zalzala Jazeera
Zalzala Jazeera is een recent gevormd eiland in de Arabische Zee voor de kust van Pakistan. Het eiland verscheen in de oceaan daags na de aardbeving met magnitude 7.7 op 24 september 2013. Het is mogelijk een moddervulkaan.
Het eiland ligt op circa 100 meter uit de kust nabij de stad Gwadar en heeft afmetingen van ongeveer 100 bij 200 meter, het steekt ongeveer 9 meter boven de zeespiegel uit. De grond bestaat uit voornamelijk modder, zand en vulkanisch gesteente. Niet duidelijk is of de aardbeving zelf de oorzaak is van het ontstaan, omdat er wel vaker eilanden verschijnen en verdwijnen bij deze kust. De naam is wel een referentie naar de recente aardbeving: zalzala jazeera betekent aardbevingseiland. Het eiland zou methaangas uitstoten.
Een ander eiland, Malan Island, verscheen in 1999 en verdween na een jaar. In 2010 kwam het weer boven water uit. Het gebied kent meer van zulke moddervulkanen